# エウローパ岬灯台
エウローパ岬灯台（エウローパみさきとうだい、英: Europa Point Lighthouse）は、ジブラルタルにいくつかある灯台のうちの一つ。別名、エウローパ岬のトリニティ灯台 (Trinity Lighthouse at Europa Point)、ヴィクトリア・タワー (Victoria Tower) とも呼ばれる。これはイベリア半島の南端にして地中海への入口にあたる、イギリスの海外領土のジブラルタルのエウローパ岬という戦略的要地にある。この円筒形の塔は白く塗装され、中ほどに水平に幅広の赤い帯がつけられている。1841年に建てられ、「ジブラルタルの岩」の南端にあるこの稼動中の灯台は、1994年に無人化され、トリニティ・ハウスが管理している。

## 歴史
エウローパ岬のトリニティ灯台あるいはヴィクトリー・タワーとも呼ばれる、伝統的なイギリス風のデザインをしたエウローパ岬灯台が最初に建てられたのは1838年だった 。ジブラルタル総督アレグザンダー・ジョージ・ウッドフォード海軍司令長官（1782年-1870年）は、ジブラルタルのフリーメーソン団体の援助のもと、1838年4月26日に灯台の礎石となる最初の石を置いた。碑文にはこう刻まれている。

灯台のこの礎石は、大ブリテン島・アイルランド及びそれらの属国の女王であるヴィクトリア女王陛下の植民地統治の名の下に、その支配の最初の年である1838年4月26日に、ジブラルタル総督兼駐屯部隊司令官であるアレグザンダー・ウッドフォード海軍少将 (K.C.B.) により、軍とフリーメーソンの栄誉と共に、プラヴィンシャル・グランド・マスター W.E.T.バロウ師 (D.D. F.R.S.) の助力を得、地中海の商業、人命の安全、イギリスの栄誉のため、置かれたものである。

この出来事を祝うため簡単な儀式が執り行なわれたが、見物人は1万人に上った.。灯台は1841年に完成し、同年8月1日に稼動が始まった。エウローパ岬灯台の最初の点火には2000人以上の観衆が集まった。灯台は最高水位線から49メートル上にあり、戦略上重要な位置にある。ここは「ジブラルタルの岩」の最南端、大西洋と地中海に挟まれたエウローパ岬（別名グレート・ヨーロッパ岬）にある。すなわち東に地中海、北西にジブラルタル湾、南西にジブラルタル海峡を望む。
この灯台ができる前は、船乗りたちは聖母マリア教会が灯す明かりを頼りにジブラルタル湾を航行した。彼らはこの礼拝堂に油を供えることで感謝の念を示し、それによってその明かりを灯し続けることもできた。スペインのフェルナンド4世が1309年のジブラルタル包囲戦でムーア人に勝利したのち、元々はモスクだったところにカトリック教会の聖堂が建てられた。
1841年に灯台が開かれた時、1本の芯を持つ油ランプが1個据えられ、灯された。その光は、屈折レンズと反射鏡で強められた。灯台は1864年に初めて改修され、1芯のランプがチャンス・ブラザーズ社製の4芯に取り替えられ、レンズも新しくされた。またこの改修で、パール・ロック一帯の危険水域を赤い光の弧で照らすようにもされた。次の改修は1875年で、ランプは石油を使う4芯のものに取り替えられた。
1894年、灯台は発する光をさらに増すよう改修された。4芯のランプと鏡は、8芯のダグラス製ランプと、より改善された灯火室に取り替えられた。光の強さは 35,000 カンデラに強まった。灯質は不動光から明暗光に変わった。濃霧号笛も設置され、5分毎に素早く2拍鳴らされた。1905年に8芯のランプは、覆いのついた3本の白熱灯に取り替えられた。また1923年には覆いがついた1つのフード製の石油蒸気灯に取り替えられた。
のち1954年と1956年には、さらに大規模な改修が行なわれ、明かりも近代化された。電灯に替わったことで視認性が非常に改善された。より強力になった回転レンズがメイン灯に利用され、その下にはパール・ロック水域を常時赤い明かりで照らす別のライトが据えられた。（これは、メイン灯が赤い光で危険水域を照らすの補助としてである。）塔は1.8メートル高くされた。
1994年2月までには、灯台は完全に自動化された。既存の灯火設備は残されたが、三点式のランプ切り替え機が追加された。濃霧号笛は電子音に替わり、指向性の 500Hz スピーカー設備が、灯火室のバルコニーに設置された。灯台は、灯火室とバルコニー付きの19メートルの石造りの塔からなる。この塔は白く塗られ、中ほどに一本の太い赤い水平の帯が付けられている。灯台の白い光は10秒間隔で点滅する。また常時点灯している赤い明かりと、5.8秒点灯・4.2秒消灯の赤い明かりもつけられている。加えて、濃霧号笛が20秒毎に1回鳴らされる。

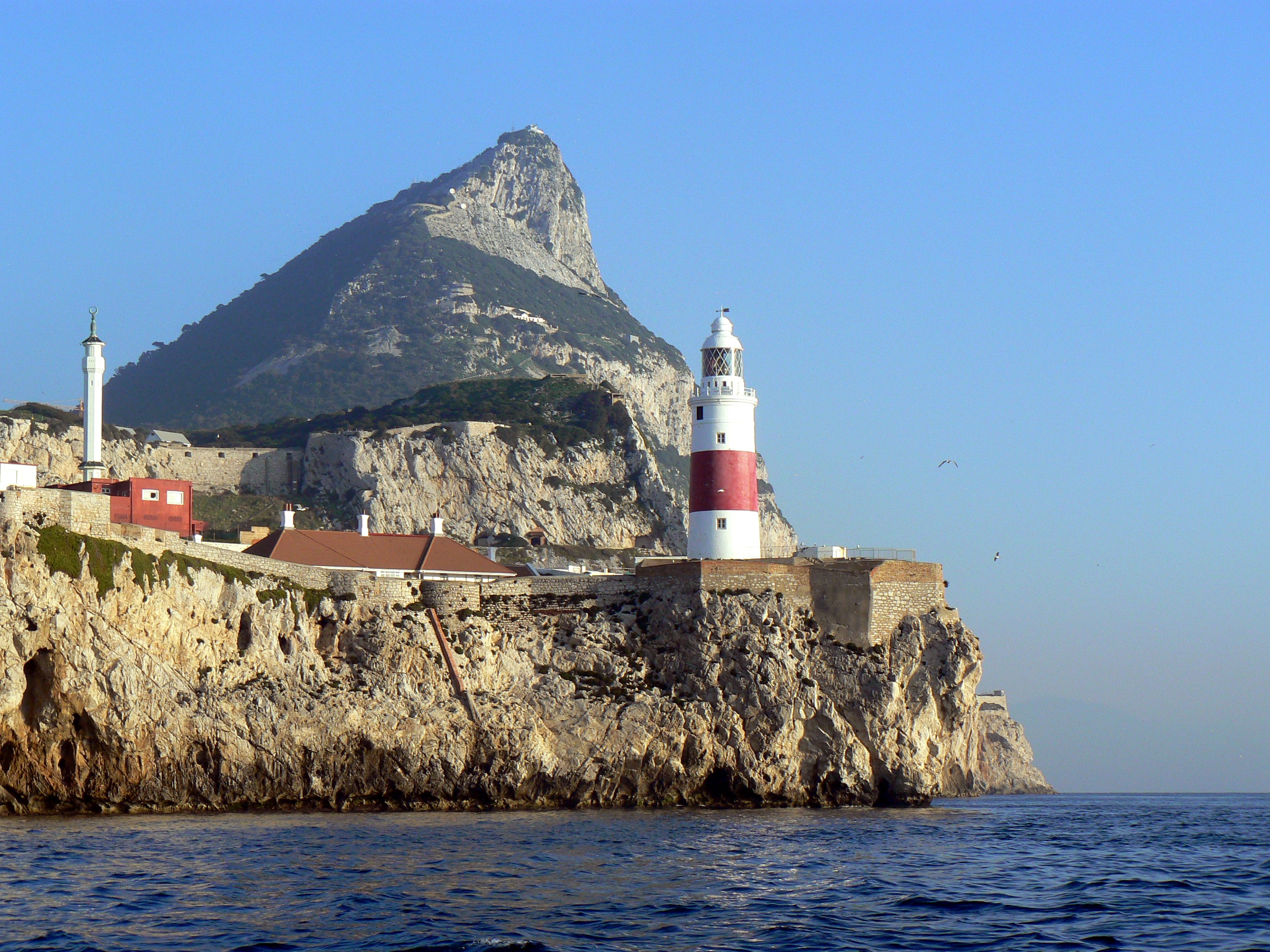
ジブラルタル海峡から見たエウローパ岬灯台と「ジブラルタルの岩」

この灯台は、イングランドに本拠を置く灯台管理業者のトリニティ・ハウスが管理している。それゆえ、ここはトリニティ灯台とも呼ばれる。ここはその業者がイギリス国外で管理する唯一の灯台である。トリニティ・ハウスは1838年にイギリスの法律によってエウローパ岬灯台の管理を任されることになった。加えて、1894年の商船法により、トリニティ・ハウスはジブラルタルにおいて全国灯台協会 (GLA) に加わることとなった。トリニティ・ハウスは、イングランド、ウェールズ、チャンネル諸島でも GLA の一員となっている。トリニティ・ハウスは1514年にヘンリー8世より特許状を授けられている。灯台の敷地はジブラルタル自治政府が管理している。灯台の監視はジブラルタル港湾局と電話のつながった報告所を通じて行なっている。イギリス水路測量局 (ADLL) の海軍灯台番号は D2438 となっている。アメリカ国家地球空間情報局 (NGA) での番号は 4220 である。
第二次世界大戦直後、ジブラルタルでアマチュア無線が行なわれるようになった。コーリング島に本部を持つジブラルタル・アマチュア無線協会は毎年一回、8月第3週の週末にこの灯台で放送を行なう。毎年行なわれるこの国際灯台・灯台船週末祭 (International Lighthouse and Lightship Weekend) のジブラルタルにおける締めくくりは、ZB2LGT というコールサインでエウローパ岬灯台の放送を行なうことである。アマチュア無線灯台協会 (Amateur Radio Lighthouse Society, ARLHS) におけるこの灯台の番号は GIB-001 となっている。